# Катрмер, Этьенн-Марк
Этьенн-Марк Катрмер (фр. Etienne Marc Quatremère; 12 июля 1782 — 18 сентября 1857) — французский востоковед.
Профессор греческой литературы в Руанском факультете, позже профессор семитических языков в Collège de France. Многосторонний знаток восточных и западных языков, Катрмер отличался и выдающимся остроумием в анализе частностей. Его главные труды: «Recherches sur la langue et la littérature de l’Egypte» (Пар., 1808); «Mémoires géographiques et historiques sur l’Egypte» (1811); «Observations sur quelques points de la géographie de l’Egypte» (1812). Катрмер опубликовал историю монголов Рашида ад-Дина в «Collection orientale» (1837), а также стал первым в Европе, кто осуществил издание всего текста "Мукаддима" Ибн Хальдуна.